# Alfonso González Martínez
Alfonso González Martínez (nascut el 4 de maig de 1999), conegut comunament com a Alfon, és un futbolista espanyol que juga principalment com a lateral esquerre al Sevilla FC.

## Carrera de club
Alfon va néixer a Albacete, Castella-la Manxa, i es va formar a l'Albacete Balompié. Va fer el seu debut com a sènior amb el filial a l'edat de 17 anys el 21 d'agost de 2016, començant com a titular en una derrota a la Tercera Divisió per 0-1 contra el CD Atlético Tomelloso.
Alfon va marcar el seu primer gol de sènior el 9 d'octubre de 2016, marcant l'empat en una derrota a casa per 1-3 contra el CD Toledo B. Va debutar amb el primer equip el 14 de maig següent, substituint José Fran en un empat 0-0 a casa contra el Reial Madrid Castella al campionat de Segona Divisió B.
El 29 d'agost de 2018, després de passar l'anterior campanya exclusivament amb els B, Alfon va ser cedit a l'Internacional de Madrid de tercera divisió, per un any. En tornar, va renovar el seu contracte fins al 2022 el 12 de juliol de 2019, però encara es va traslladar al Getafe CF B també amb un contracte temporal el 29 d'agost.
El 21 d'agost de 2020, l'Alfon es va traslladar a un altre equip filial, el Celta de Vigo B, també amb un contracte de cessió d'un any. Va fer el seu debut amb el primer equip el 5 de gener següent, substituint Emre Mor en una derrota a la Copa del Rei per 2-5 contra la UD Eivissa.
Alfon va debutar a la Lliga el 8 de gener de 2021, substituint Fran Beltrán en una derrota a casa per 0-4 contra el Vila-real CF. El juliol, el club va executar la seva clàusula de rescissió.
El 27 de juny de 2022, l'Alfon va passar al Racing de Santander cedit per a la temporada de Segona Divisió. El seu préstec es va suspendre el 30 de gener següent, i es va traslladar al Reial Múrcia també en un contracte temporal poques hores després.